# Stijfselfabriek Hollandia

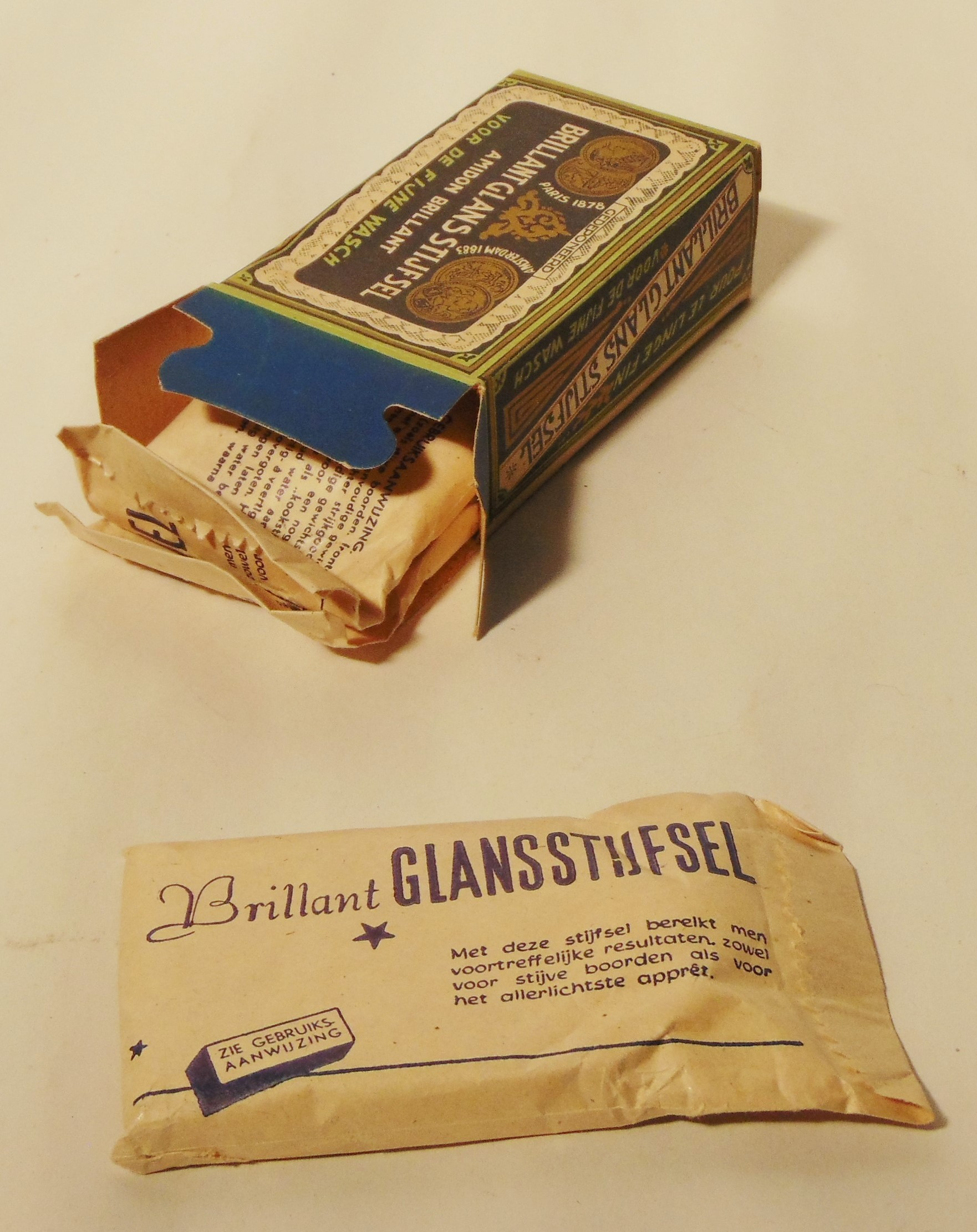
Brillant stijfsel van de Nederlandsche Rijststijfselfabriek Nijmegen

Stijfselfabriek Hollandia, ook bekend als Stam & Co., was een stijfselfabriek te Nijmegen die later werd voortgezet als zetmeelfabriek Latenstein.
Oorspronkelijk stond de fabriek, toen Stijfselfabriek 'Atlas' genoemd, in Nijverdal en leverde kristalstijfsel aan de daar aanwezige textielindustrie. In 1908 brandde dit bedrijf af en besloot men tot herbouw in Nijmegen.
De stiefselkeet te Nijmegen kwam gereed in 1910. Probleem was de harde concurrentie met Honig, en aldus werd de fabriek in 1913 door Honig overgenomen. In 1914 kreeg ze de naam: NV Stijfselfabriek Hollandia, naar een stijfselmerk van Honig. De tachtig werknemers, eerder door Stam ontslagen, konden weer aan het werk.

## Hollandia
De productie was op basis van mais die uit Amerika kwam. Men verwerkte 100 ton per week. Hieraan kwam een einde tijdens de Eerste Wereldoorlog, toen de aanvoer stagneerde. Men experimenteerde toen zelfs met stijfsel uit tulpenbollen, hetgeen geen succes werd.
- In 1919, na de oorlog, werd de productie hervat en in 1920 begon men al uit te breiden onder architectuur van Oscar Leeuw.[2]
- In 1920 begon Honig vermicelli te produceren. Hiertoe moest ook deeg worden vervaardigd. Naast vermicelli kwam macaroni op de markt. Uitbreidingen waren noodzakelijk. Zo kocht men de failliete Nederlandsche Electrische Vlasindustrie op, die bestaan heeft van 1915 - 1924.
- In 1926 werd een tarwestijfselfabriek geopend die in plaats kwam van de Oostzaanse vestiging van Honig, welke in 1925 was afgebrand. Evenals de afgebrande vestiging heette deze fabriek Latenstein. Het Nijmeegse complex werd in 1930 eveneens door een brand getroffen.
- Vele arbeiders verloren hun baan, maar konden in 1931 weer aan de slag in een nieuwe fabriek voor bouillonblokjes.
- In 1936 werd de Koninklijke Rijststijfselfabriek v/h Duyvis & Co. gevestigd in Utrecht gekocht en verplaatst naar Nijmegen.

Verdere uitbreidingen volgden, waardoor een groot complex ontstond. Zo werd in 1951 een drukkerij geopend en in 1969 kwam een grote bloemsilo gereed.
Ondertussen was Honig in 1965 opgegaan in Koninklijke Scholten-Honig dat in 1978 failliet ging. De tarwezetmeelfabriek Latenstein werd verkocht aan Wessanen, in 1992 aan Meneba en ten slotte in 1996 aan Avebe. De fabriek werd in 2007 gesloten.

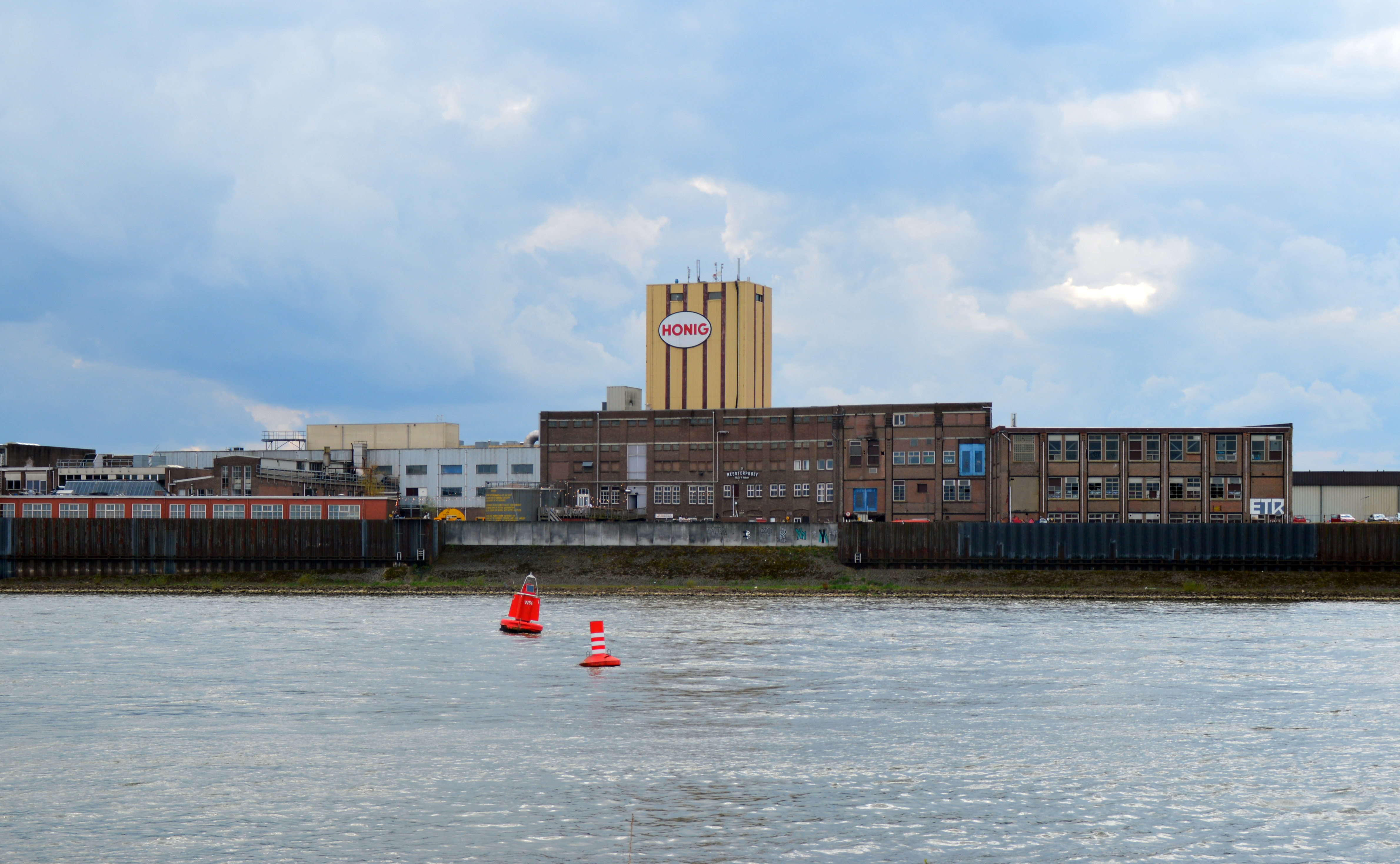
Honigcomplex 2018

Het fabrieksonderdeel consumentenartikelen van Honig, werd in 1978 door CSM overgenomen en in 2001 verkocht aan Heinz. In september 2009 werd de sluiting van de Nijmeegse vestiging aangekondigd om verder ruimte te maken voor een stadsvernieuwingsproject van de gemeente Nijmegen. In 2012 is de productie van onder andere vermicelli, macaroni, bouillonblokjes, droge soepen en mixen voor deegwaren verplaatst naar het bedrijf Intertaste te Utrecht.